# Gill (Molop)
Gill ist ein osttimoresischer Ort im Suco Molop (Verwaltungsamt Bobonaro, Gemeinde Bobonaro). Das Dorf liegt im Süden der Aldeia Molop Taz, auf einer Meereshöhe von 414 m. Eine Straße führt nach Norden in das Dorf Molop Taz. Nach Osten führt sie nach Lonlolo, dem Hauptort des Sucos. Südlich fließt der Pa, ein Nebenfluss des Loumea.